# POSS-115 (буксир)
Буксир проєкту POSS-115 ― буксир-штовхач, однопалубне двогвинтове судно обмеженого району плавання з розвиненою надбудовою і підйомною кермовою рубкою.

## Історія
Побудований на Миколаївському суднобудівному заводі «Океан» для ТОВ СП «Нібулон» в рамках серії із 12-ти одиниць згідно з підписаним контрактом 2009 року.
31 травня 2011 року — на Миколаївському суднобудівному заводі «Океан» на воду було спущено перший буксир проєкту POSS-115 під назвою «NIBULON-1». Будівництво серії цих суден було розпочато 30 червня 2010 року.
Компанія «Торола» виконала всі етапи інженерно-технічних робіт з даного буксиру.
16 жовтня 2018 року суднобудівно-судноремонтний завод «Нібулон» спустив на воду лінійний буксир проєкту POSS-115 «NIBULON-8».

## Основні характеристики буксира-штовхача проєкту POSS-115
| Корабель проєкту POSS-115       | Корабель проєкту POSS-115                 |
| ------------------------------- | ----------------------------------------- |
| Виробник                        | Миколаївський суднобудівний завод «Океан» |
| Спущено на воду перший корабель | 31 травня, 2011                           |
| Тип корабля                     | буксир-штовхач                            |
| Довжина найбільша м.            | 37,20                                     |
| Довжина габаритна м.            | 37,81                                     |
| Довжина між перпендекулярами м. | 37,81                                     |
| Ширина КВЛ м.                   | 10,82                                     |
| Ширина габаритна м.             | 11,52                                     |
| Висота борту м.                 | 7                                         |
| Дедвейт т.                      | 150                                       |
| Осідання м.                     | 2,54                                      |
| Валова місткість м.             | 382                                       |

## Силова установка
На буксир встановлюється два високооборотних нереверсивних 4 — тактних двигуни з електрозапуском.

## Призначення судна
Буксир-штовхач призначений для допомоги при проведенні швартових операцій; для буксирування несамохідних суден і барж, плавучих конструкцій; для проведення суден в акваторії портів; для криголамних робіт.
Клас буксира відповідає Правилам Регістру Судноплавства України для морських суден — КМ III ЗП ЛП4 А1 «буксир».